# Munkulu Di Deni Lin-Noé
Munkulu Di Deni Lin-Noé, né en République démocratique du Congo le 4 mars 1946, est un écrivain dramaturge, éditeur et promoteur de l’académie Kongolaise,,.

## Œuvres littéraires
- Faim d’immondes, Théâtre, Isis-Concept, Kinshasa 2012[4]
- La magie du verbe, Théâtre, Isis-Concept, Kinshasa 2017[5]